# Zespół przyrodniczo-krajobrazowy „Bociek”

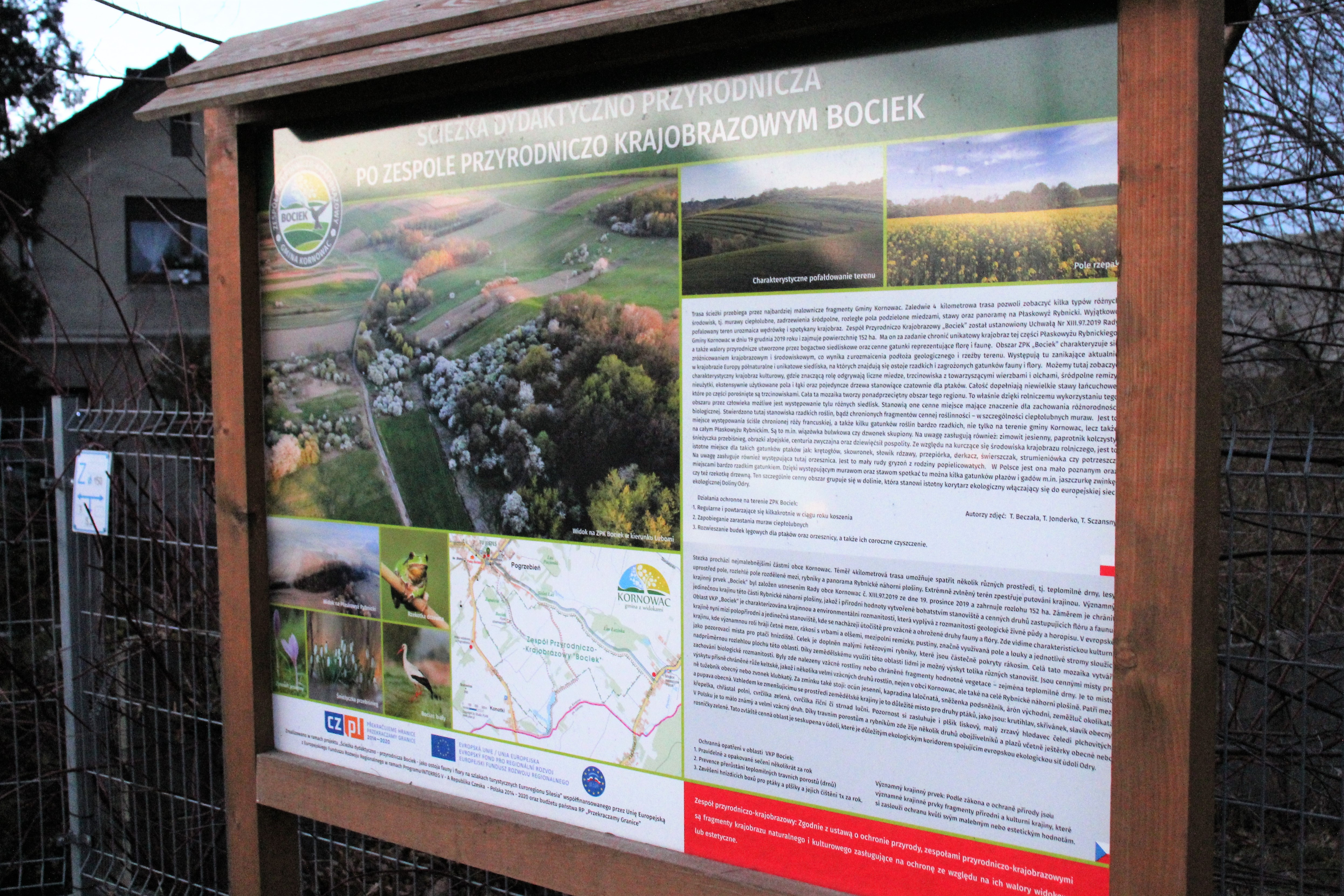
Tablica informacyjna w Pogrzebieniu

Zespół przyrodniczo-krajobrazowy „Bociek” – założony w roku 2019 zespół przyrodniczo-krajobrazowy położony w południowo-zachodniej części województwa śląskiego, na terenie powiatów raciborskiego i wodzisławskiego (gminy Lubomia i Kornowac), na Wyżynie Śląskiej w zachodniej części Płaskowyżu Rybnickiego.

## Przepisy
Zespół ma powierzchnię 152 hektarów i został powołany uchwałą nr XIII.97.2019 Rady Gminy Kornowac z dnia 19 grudnia 2019 (Dz. Urz. woj. śl. z 2019 r. poz. 83). Datą ustanowienia był 22 stycznia 2020. 

## Charakterystyka
Zespół stanowi fragment istotnego korytarza ekologicznego otwierającego się na europejską sieć ekologiczną Doliny Odry (międzynarodowy korytarz Econet). Sąsiaduje z zespołem przyrodniczo-krajobrazowym „Wielikąt”. Cenne jest tu występowanie półnaturalnych, unikatowych siedlisk, zanikających w skali Europy. Teren zespołu jest pagórkowaty, z licznymi miedzami i niewielkimi zadrzewieniami śródpolnymi umiejscowionymi na stokach o dużym nachyleniu, co wiąże glebę korzeniami i zapobiega erozji. Ma również walory krajobrazowe, prezentując tradycyjne, rolnicze wykorzystanie Płaskowyżu Rybnickiego.
Ekosystem obszaru jest półnaturalny, utrzymywany poprzez ekstensywne użytkowanie go przez ludzi. Jest cenny dla zachowania lokalnej bioróżnorodności. Stanowi miejsce występowania unikatowych siedlisk oraz ostoi rzadkich i zagrożonych gatunków fauny i flory.

## Przyroda

### Flora
Zespół chroni siedliska rzadkich na terenie Płaskowyżu Rybnickiego gatunków roślin i zwierząt, w tym objętych ochrona gatunkową. Są to m.in.: róża francuska, zimowit jesienny, paprotnik kolczysty, centuria pospolita, wiązówka bulwkowa, dziewięćsił pospolity, dzwonek skupiony, goździk kropkowany, janowiec barwierski, śnieżyczka przebiśnieg i dzika śliwa tarnina.

### Fauna
Na terenie zespołu zidentyfikowano 54 gatunki ptaków, w tym z I załącznika Dyrektywy ptasiej. Są to m.in.: bocian biały, derkacz, dzięcioł zielonosiwy, gąsiorek, krętogłów, skowronek, słowik rdzawy, przepiórka, świerszczak, strumieniówka i potrzeszcz. Bardzo rzadka jest w tym rejonie orzesznica. 
W obrębie zespołu stwierdzono występowanie 187 gatunków motyli dziennych i nocnych.
Biegnąca wzdłuż zespołu linia średniego napięcia jest istotnym elementem w życiu ptaków, które chętnie przesiadują na przewodach. Czasami gromadzą się tutaj duże stada dymówek oraz sierpówek, wspólnie nocujących w stadach liczących do kilkudziesięciu osobników.
Najniższy położony punkt obszaru porośnięty jest szuwarem trzcinowym z olszami czarnymi. Miejsce to stanowi dobre schronienie dla saren i strzyżyków. Wilgotne miejsca są terenem bytowania płazów i gadów (ropucha szara, żaba jeziorkowa, zaskroniec zwyczajny).

### Przyroda nieożywiona
Na obszarze zespołu znajduje się wychodnia krzemienia, jak również następują aktywne procesy osuwiskowe.

## Turystyka
Turystyczne poznanie zespołu ułatwia ścieżka Zespołu Przyrodniczo – Krajobrazowego „Bociek” z początkiem w Pogrzebieniu. Jego obrzeżami prowadzą szlaki rowerowe. Obserwację ptaków ułatwia 20-metrowej wysokości wieża widokowa w Pogrzebieniu.